# ソッピース キャメル
ソッピース キャメル
帝国戦争博物館（ロンドン）に展示されているキャメル
- 用途：戦闘機
- 分類：複葉機
- 製造者：ソッピース・アビエーション
- 運用者：イギリス空軍、アメリカ陸軍航空隊ほか
- 初飛行：1916年12月
- 生産数：約5,490機
- 運用開始：1917年6月

ソッピース キャメル（Sopwith Camel）は、イギリスのソッピース・アビエーションが開発した複葉戦闘機。第一次世界大戦中、西部戦線で使用された。

## 開発
複葉戦闘機ソッピース パップの代替として1916年にソッピース・アビエーションで開発され、開発初期には「ビッグ・パップ」とも呼ばれた。130馬力の9気筒ロータリーエンジンのクレルジェ 9B エンジンを装備して速度は時速185 kmに達した。プロペラ回転面を通して発射する同調機銃としてビッカーズ 7.7 mm 機関銃2挺を搭載した。
機関銃の周りを覆うフェアリングがコブのようになっていたことから、キャメル（ラクダ）の名がついた。軍はこの呼び名を禁じたが、定着したため採用した。1917年から運用が開始され、約5,490機が生産された。
派生型には、110馬力のル・ローヌ 9J、150馬力のグノーム 9N、ベントレー BR1など、その他のロータリーエンジンを搭載したタイプも製造された。

## 運用歴

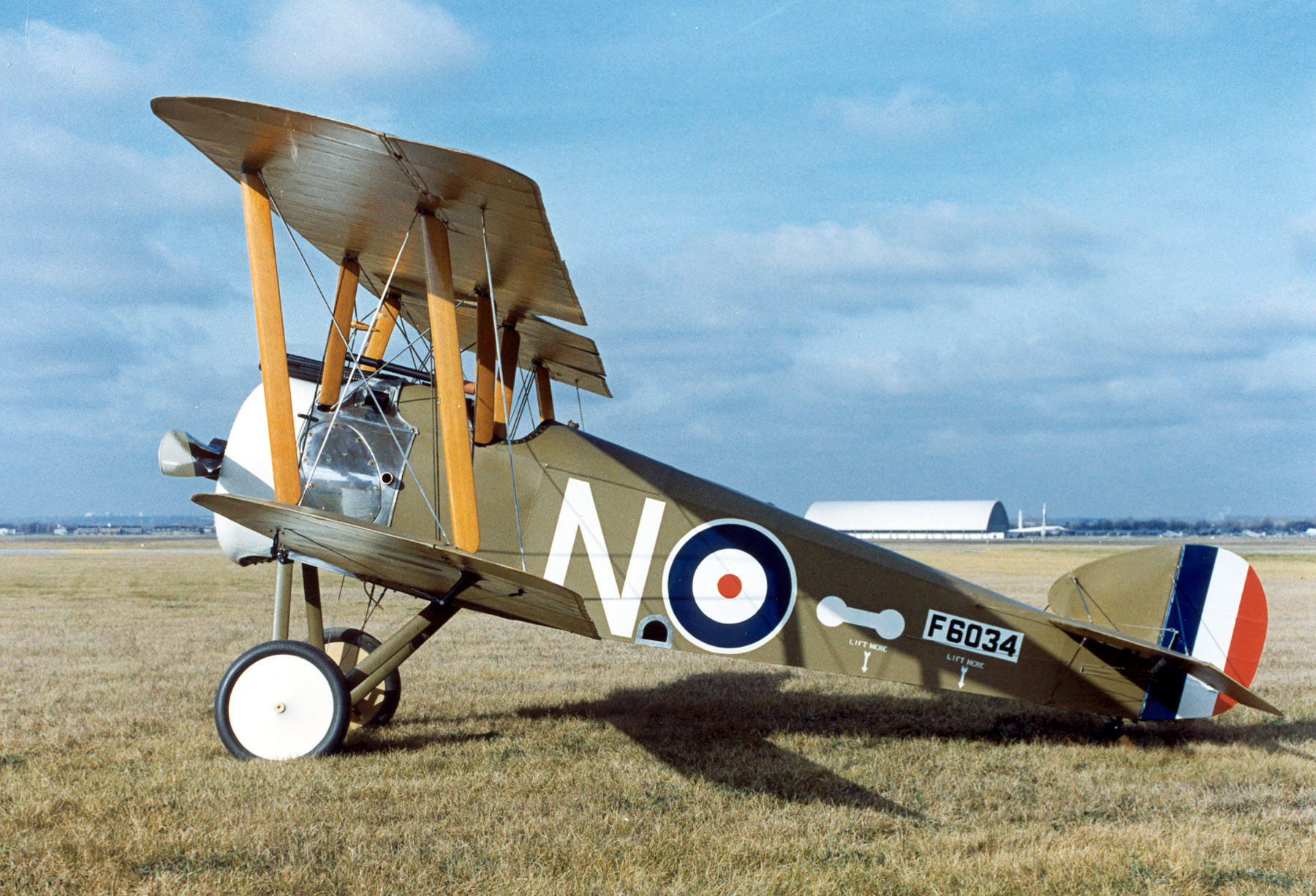
アメリカで製作されたキャメル F.1のレプリカ

ロータリーエンジンの強いジャイロ効果がキャメルの操縦性を独特なものにして、新人パイロットには難しいものであり、着陸時の事故が多かった。またジャイロ効果故、抜群の右ロール性能を持っており、左に90度ロールするより右に270度ロールした方が早いとさえ言われた。安定性が極めて悪く、真直ぐ飛ぶためにパイロットは常に繊細な調整をする必要があったが、これによって空中戦における比類ない機敏さを与えられたキャメルは、第一次大戦中に全軍通じての最多撃墜数を記録した戦闘機となった。
「レッドバロン」ことドイツの撃墜王リヒトホーフェンが乗るフォッカー Dr.Iは、キャメルに乗っていたRAFのロイ・ブラウン(Arthur Roy Brown)大尉に撃墜されたと当初は言われていたが、現在では否定されている。2000年以降の研究によると、この時対空射撃を行っていたオーストラリア陸軍の機銃弾が命中した可能性が高いとされる。詳細はマンフレート・フォン・リヒトホーフェン#最期を参照。当時の騎士道精神に則れば、無名の兵士の対空砲火によって撃墜されるのは不名誉なことであり、意図的にブラウン大尉の戦果ということにしたという見方もある。
飛行船に吊るされた最初の寄生戦闘機（パラサイト・ファイター）の実験に用いられた。
アメリカ軍も使用したが、操縦の難しさゆえに事故を起こすパイロットが後を絶たず「パイロット・キラー」と呼ばれた。
実際、意図せぬ機首上げ・機首下げをすることも多く、結果として墜落事故が多発する。それが「ビクトリアクロス（最高位勲章）、レッドクロス（赤十字＝病院送り）、ウッデンクロス（墓標＝墓場行き）の3つの十字を授ける」と言われた所以である。
『ピーナッツ』のキャラクターであるスヌーピーが、自らの犬小屋の屋根に跨がって「第一次世界大戦の撃墜王」として操縦しているつもりになっているのはこの機である。ベトナム戦争の激化とともに操縦シーンの描写は封印されたが、2015年10月22日にデルタ航空がスヌーピーに対して名誉パイロットの称号を贈った。

## 運用者
- アメリカ合衆国
- イギリス
- エストニア
- オーストラリア
- オランダ
- ギリシャ
- スウェーデン
- ベルギー
- ポーランド
- ラトビア

## 性能諸元（F.1）
諸元
- 乗員: 1
- 全長: 5.71 m （18 ft 9 in）
- 全高: 2.59 m （8 ft 6 in）
- 翼幅: 8.53 m（26 ft 11 in）
- 翼面積: 21.46 m2 （231 ft2）
- 空虚重量: 420 kg （930 lb）
- 運用時重量: 660 kg （1,455 lb）
- 動力: クレルジェ 9B 星型9気筒ロータリーエンジン、97 kW （130 hp）   × 1

性能
- 最大速度: 185 km/h
- 失速速度: 77 km/h
- フェリー飛行時航続距離: 485 km （300 mi）
- 航続距離: 455 km
- 実用上昇限度: 6,400 m （21,000 ft）
- 上昇率: 5.5 m/s （1,085 ft/min）
- 翼面荷重: 30.8 kg/m2 （6.3 lb/ft2）
- 馬力荷重（プロペラ）: 150 W/kg （0.09 hp/lb）

武装
- 固定武装: ビッカーズ社製7.7mm機関銃 ×2